# Fiona Apple
Fiona Apple McAfee-Maggart (New York, 13. rujna 1977.) američka je pjevačica i kantautorica čijih se svih pet albuma pojavilo u prvih dvadeset mjesta američke ljestvice Billboard 200, od 1996. do 2020.
Najmlađa je kći glumca Brandona Maggarta. Rođena je u New York Cityju i odrastala je naizmjence u majčinoj kući u New Yorku i očevoj kući u Los Angelesu. U djetinjstvu je pohađala satove klavira, a kad je imala osam godina, počela je skladati vlastite pjesme. Njezin debitantski album Tidal, na kojem se nalaze pjesme koje je skladala kad je imala 17 godina, objavljen je 1996., a za singl "Criminal" s tog albuma osvojila je nagradu Grammy za najbolju žensku vokalnu rock-izvedbu. Potom je objavila album When the Pawn... (iz 1999.); producent je tog albuma Jon Brion, a sam je uradak bio uspješan na tržištu i dobio je pohvale kritičara. Naposljetku je dostigao platinastu nakladu.
Tijekom rada na trećem albumu Extraordinary Machine (iz 2005.) Apple je ponovno surađivala s Brionom, a sam je album počela snimati 2002. Međutim, navodno joj se nije svidjela produkcija i odlučila je da ga neće objaviti, a njezini su obožavatelji potom slali prigovore Epic Recordsu jer su vjerovali da ta diskografska kuća nije odlučila objaviti album. Na uratku su na kraju radili drugi producenti bez Briona, a objavljen je u listopadu 2005. Postigao je zlatnu nakladu i bio je nominiran za Grammy u kategoriji najboljeg pop-vokalnog albuma. Godine 2012. objavila je četvrti studijski album The Idler Wheel..., koji su recenzenti pohvalili i nakon čije je objave počela turneja po Sjedinjenim Državama. Godine 2013. nominiran je za Grammy u kategoriji najboljeg albuma alternativne glazbe. Njezin peti studijski album Fetch the Bolt Cutters objavljen je 2020. i također stekao pohvale kritičara. Za taj je album osvojila Grammy u kategoriji najboljeg albuma alternativne glazbe, a singl "Shameika" s tog uratka osvojio je nagradu za najbolju rock-izvedbu.
Apple je osvojila nekoliko nagrada, među kojima su tri Grammyja, dvije nagrade MTV Video Musica i Billboardova nagrada.

## Rani život
Fiona Apple rođena je 13. rujna 1977. kao Fiona Apple McAfee-Maggart u New York Cityju u obitelji pjevačice Diane McAfee i glumca Brandon Maggart, koji su se upoznali kad su glumili u mjuziklu Applause. Njezin je otac iz Tennesseeja i po njemu je podrijetlom Melungeonka. Njezini baka i djed s majčine strane bili su plesačica Millicent Green i pjevač big bandova Johnny McAfee. Njezina sestra Amber pjeva u kabaretima pod umjetničkim imenom Maude Maggart, a glumac Garett Maggart njezin je polubrat. Apple je odrasla u Morningside Gardensu u Harlemu, gdje je živjela s majkom i sestrom, ali je na ljeto odlazila k ocu u Los Angeles.
Apple je u djetinjstvu pohađala satove klavira, a kad joj je bilo osam godina, počela je skladati vlastite pjesme. Dok je učila svirati klavir, često bi uzela partituru i dijelove gitarske tablature zapisala bi kao note. Nakon što je naučila dovoljno vješto svirati klavir, počela je svirati uz standardne jazz-skladbe; u to je vrijeme počela slušati pjesme Billie Holiday i Elle Fitzgerald, koje su iznimno utjecale na njezin stil.
Od djetinjstva pati od opsesivno-kompulzivnog poremećaja, depresije i anksioznosti, a dijagnosticiran joj je i složen oblik posttraumatskog stresnog poremećaja. Kad joj je bilo dvanaest godina, silovana je ispred stana koji je dijelila s majkom, očuhom i sestrom u Harlemu. Nakon toga joj se pojavio poremećaj u prehrambenim navikama – tijekom razvoja namjerno je pokušavala postati vitkijom jer je smatrala da njezino tijelo privlači moguće zlostavljače. "Svakako sam patila od poremećaja u prehrani", izjavila je. "Zbilja me uzrujavala činjenica da su svi mislili da sam anoreksična. Nisam bila. Samo sam bila iznimno depresivna i gadila sam se samoj sebi." Također je izjavila da je njezin OKP uvelike utjecao na njezinu prehranu – može jesti samo hranu određene boje i oblika.
Nakon silovanja Apple je počela pohađati satove za obranu od uličnih kriminalaca i tečajeve samoobrane, no kad se vraćala kući iz škole, i dalje je patila od napadaja panike, zbog čega se preselila u Los Angeles i godinu dana živjela sa svojim ocem. Drugi je razred srednje škole u Los Angelesu pohađala u Alexander Hamilton High Schoolu.
U intervjuu iz 2000. izjavila je da usprkos novinarskim nagađanjima nije pisala pjesme o traumi koju joj je izazvalo silovanje: "To ne ulazi u pjesme. To je dosadna bol. To je tako jebeno stara bol da ni po čemu nije poetična."

## Karijera
Apple je u glazbenu industriju ušla 1994., kad je svojoj prijateljici, koju je glazbena publicistica Kathryn Schenker unajmila kao dadilju, dala demovrpcu na kojoj su se nalazile pjesme "Never Is a Promise", "Not One of Those Times" i "He Takes a Taxi" Schenker je tu vrpcu proslijedila Andyju Slateru, direktoru Sony Musica. Njezine su mu pjesme privukle pozornost i ponudio joj je ugovor za snimanje albuma.

### 1996. – 2001.:TidaliWhen the Pawn...
Godine 1996. njezin debitantski album Tidal objavile su diskografske kuće Work Records i Columbia Records. Pjesme na uratku mahom je nadahnuo Fionin prekid s prvim dečkom. U Sjedinjenim Državama prodan je u 2,7 milijuna primjeraka i postigao je trostruku platinastu nakladu. "Criminal", treći singl s albuma, postao je uspješnica i pojavio se u prvih četrdeset mjesta američke ljestvice Billboard Hot 100. Glazbeni spot za tu pjesmu, koji je izazvao polemike, režirao je Mark Romanek i reproducirao se na MTV-ju. Među ostalim pjesmama s Tidala koje su objavljene kao singlovi nalaze se i "Shadowboxer", "Sleep to Dream" i "Never Is a Promise". Apple je prihvatila nagradu MTV Video Musica za najbolju novu izvođačicu na dodjeli nagrada 1997. za pjesmu "Sleep to Dream", a u govoru zahvale izjavila je:
Godine 1997. tijekom fotografiranja upoznala je redatelja Paula Thomasa Andersona i zajedno su se upustili u ljubavnu vezu koja je trajala nekoliko godina. Apple je u siječnju 1998. u Rolling Stoneu odgovorila onima koji su kritizirali njezin govor zahvale: "Kad budem imala što za reći, reći ću." U to je vrijeme obradila pjesme "Across the Universe" the Beatlesa i "Please Send Me Someone to Love" Percyja Mayfielda za glazbu u filmu Pleasantville. Poslije je otkazala dvadeset i jedan nastup na kraju promidžbene turneje za album zbog "privatnih obiteljskih problema".
Njezin drugi album When the Pawn... objavljen je 1999. Puni naslov tog uratka zapravo je pjesma koju je Apple napisala nakon što je u časopisu Spin pročitala nekoliko pisama povezanih s člankom iz prethodnog izdanja u kojem je prikazana u lošem svjetlu. Godine 2001. taj se naslov, na temelju svoje duljine, pojavio u Guinnessovoj knjizi rekorda. Međutim, od listopada 2007. više nije album s najduljim naslovom jer je tada Soulwax objavio Most of the Remixes, album remiksanih pjesama čiji je naslov dulji za 100 znakova. Na When the Pawnu, čiji je producent Jon Brion, pojavili su se izražajniji tekstovi, Apple je eksperimentirala s loopovima bubnjeva, poslužila se klavijaturom poznatom kao Chamberlin i na uratku je gostovao bubnjar Matt Chamberlain. Glazbene publikacije, među kojima je i Rolling Stone, napisali su pozitivne recenzije o albumu. Nije bio uspješan kao njezin debitantski album, ali je svejedno postigao platinatsu nakladu i u Sjedinjenim Državama bio je prodan u milijun primjeraka. "Fast as You Can", glavni singl s albuma, pojavio se u prvih dvadeset mjesta Billboardove ljestvice Modern Rock Tracks i postao je njezin prvi singl koji se pojavio u prvih četrdeset mjesta na ljestvicama singlova u Ujedinjenom Kraljevstvu. Glazbeni spotovi snimljeni za singlove "Paper Bag" i "Limp" (koje je režirao Anderson) nisu se često reproducirali.
Nakon što je 2000. zaključila promidžbenu turneju za drugi album, Apple se preselila u Los Angeles, gdje živi i danas.

### 2002. – 2010.:Extraordinary Machinei odgođene objave albuma
Tijekom stanke Apple je razmišljala o tome da prestane snimati pjesme. S Johnnyjem Cashom obradila je pjesmu "Bridge over Troubled Water" skupine Simon & Garfunkel; ta se pjesma pojavila na Cashevu albumu American IV: The Man Comes Around i bila je nominirana za nagradu Grammy u kategoriji najbolje country-suradnje s vokalima. S njim je obradila i pjesmu "Father and Son" Cata Stevensa, koja se pojavila na Cashevoj kompilaciji Unearthed iz 2003.
U početku je producent Fionina trećeg albuma Extraordinary Machine bio Brion. U proljeće 2002. Apple se sastala s njim na ručku, a tijekom njega navodno ju je "preklinjao" da snimi još jedan album. Pristala je, a Brion je počeo pregovarati s diskografskom kućom Epic Records (s kojom je Apple imala ugovor) i postavio joj je stroge uvjete (poput nepostojanja krajnjeg roka za predaju uratka); izdavač je naposljetku pristala. Snimanje je počelo 2002. u studiju Ocean Way u Nashvilleu, no poslije se nastavilo u losanđeleskom Paramour Mansionu. Na pjesmama se radilo do 2003., a u svibnju te godine uradak je predan Sonyjevu vodstvu. Godine 2004. i 2005. pjesme su procurile na internet u MP3 formatu i počele su ih reproducirati međunarodne radijske postaje i postaje u SAD-u. Nakon toga MP3 inačice svih pjesama s albuma objavljene su na internetu. Iako je stranica koja je distribuirala te pjesme ubrzo ugašena, pjesme su stigle do mreža za razmjenu datoteka i obožavatelji su ih preuzimali. Obožavatelji su također pokrenuli kampanju za službenu objavu albuma.
Mike Elizondo, glazbenik koji je svirao bas-gitaru na Pawnu, unajmljen je kao koproducent albuma i trebao je obraditi i dovršiti pjesme koje su snimili Apple i Brion. Spin je potom izvijestio: "Obožavatelji su bili u zabludi – mislili su da je Epic, diskografska kuća [Fione] Apple, odbio objaviti prvu inačicu Extraordinary Machinea... a zapravo, prema Elizondovim riječima, Apple nije bila zadovoljna snimkama i ona je sama odlučila ponovno snimiti te pjesme, nije ju na to prisilio izdavač." U kolovozu 2005. potvrđeno je da će uradak biti objavljen u listopadu te godine. Elizondo je snimke uglavnom morao obraditi "ispočetka", a pomagao mu je koproducent Brian Kehew. Dvije od prethodno objavljenih jedanaest pjesama ostale su uglavnom iste, a u konačni je popis pjesama uvrštena još jedna dodatna pjesma. Usprkos govorkanjima da su se Apple i Brion posvađali zbog albuma, redovito nastupaju zajedno u losanđeleskom klubu Largo, a održali su i koncert s Elizondom na bas-gitari malo prije vijesti o službenoj objavi uratka. Extraordinary Machine debitirao je na sedmom mjestu ljestvice Billboard 200 i bio je nominiran za nagradu Grammy za najbolji pop-vokalni album. Naposljetku je dostigao zlatnu nakladu iako se singlovi s njega ("Parting Gift", "O' Sailor", "Not About Love" i "Get Him Back") nisu pojavili ni na jednoj Billboardovoj ljestvici. Kako bi podržala album, Apple je otišla na koncertnu turneju krajem 2005.
Sredinom desetljeća Apple je bila u vezi s književnikom i scenaristom Jonathanom Amesom.
U lipnju 2006. pojavila se na pjesmi "Come Over and Get It (Up in 'Dem Guts)" komičara Zacha Galifianakisa. Galifianakis se prethodno pojavio u glazbenom spotu za Fioninu pjesmu "Not About Love". Apple je 2006. snimila obradu pjesme "Sally's Song" za posebno izdanje glazbe iz filma Predbožićna noćna mora Tima Burtona. U svibnju te godine odala je počast Elvisu Costellu u seriji koncerata Decades Rock Live programa VH1 tako što je izvela njegovu pjesmu "I Want You"; ta je inačica pjesme naknadno objavljena kao digitalni singl. U kolovozu 2007. otišla je na turneju sa skupinom Nickel Creek po istočnoj obali SAD-a. Godine 2008. s Christopheom Deluyjem snimila je duet "Still I". Iduće godine obradila je pjesme "Why Try to Change Me Now" i "I Walk A Little Faster" za album The Best Is Yet to Come – The Songs of Cy Coleman.
U siječnju 2010. nastupila je s Jonom Brionom na humanitarnom koncertu "Love and Haiti, Too: A Music Benefit"; prikupljeni je novac doniran osobama koje je pogodio potres na Haitiju. Tijekom nastupa Fiona je otpjevala obradu pjesme "(S)he's Funny That Way" koju je skladao Neil Moret, a čiji je tekst napisao Richard Whiting; ta se pjesma najčešće povezuje s pjevačicom Billie Holiday. U lipnju 2010. Apple je objavila pjesmu "So Sleepy", čiji je producent Jon Brion; pjesma je napisana za djecu povezanu s neprofitnom organizacijom 826LA, a naknadno je uvrštena na kompilaciju Chickens in Love te organizacije. Apple je surađivala s Margaret Cho na njezinu albumu Cho Dependent, koji je objavljen 24. kolovoza 2010.

### 2011. – 2018.:The Idler Wheel..., turneja i pravni problemi
Krajem 2010. Billboard je objavio članak u kojem je pisalo da Apple planira objaviti novi album u proljeće 2011., a glazbenica Michelle Branch izjavila je da je čula pojedine nove pjesme. Bubnjar Charley Drayton također je izjavio u časopisu Modern Drummer da je jedan od producenata tog uratka. Međutim, uradak naposljetku nije objavljen u proljeće, a Billboard je naknadno izvijestio da Epic nije znao da je album u pripremi. Apple je odgodila objavu albuma do 2012.; izjavila je kako je čekala da "njezina diskografska kuća izabere novog predsjednika" i da "nije željela da joj rad pretrpi štetu tijekom korporativne zbrke." U siječnju 2012., nakon što je novi predsjednik Epic Recordsa LA Reid aludirao na to da Apple radi na novim pjesmama, sama je kuća izjavila da će novi uradak biti objavljen kasnije te godine. Apple je potom najavila koncerte na festivalu South by Southwest i proljetnoj turneji.
The Idler Wheel Is Wiser Than the Driver of the Screw and Whipping Cords Will Serve You More Than Ropes Will Ever Do, njezin četvrti studijski album, objavljen je 19. lipnja 2012. u Sjedinjenim Državama. U tom je trenutku postao njezin najuspješniji uradak na ljestvici Billboard 200 (na kojoj se popeo do 3. mjesta) i dobio je pohvale kritičara. American Songwriter izjavio je: "The Idler Wheel nije uvijek prekrasan, ali bogat je životom, okrutan i iskren."
Tijekom promidžbe The Idler Wheela Apple je u intervjuu održanom u lipnju 2012. otkrila da se privremeno udala za neimenovanog francuskog fotografa (za kojeg je naknadno potvrđeno da je Lionel Deluy) "iz složenih razloga" i da je bila u privremenom ljubavnom odnosu s mlađom ženom. U srpnju te godine sudjelovala je u podrobnijem intervjuu u podcastu WTF Marca Marona, u kojem je opisala svoje iskustvo s opsesivno-kompulzivnim poremećajem u odrasloj dobi. Također je izjavila da je nedavno odlučila prestati piti. Dana 19. rujna 2012., dok je putovala u Austin da bi ondje održala koncert, Apple je uhićena na unutrašnjem graničnom prijelazu u Sierra Blanci i optužena za posjedovanje hašiša; policija ju je zadržala u pritvoru u Hudspeth Countyju.
Apple je prethodno neobjavljenom pjesmom "Dull Tool" pridonijela glazbi za film Prelomilo se u četrdesetima Judda Apatowa iz 2012. godine. Za taj je film snimljena još jedna pjesma, no na kraju nije iskorištena u njemu, nego je objavljena na njezinu albumu Fetch the Bolt Cutters iz 2020. pod imenom "Cosmonauts". U studenom 2012. Apple je svojim obožavateljima napisala pismo (skenirana inačica tog pisma objavljena je na njezinim internetskim stranicama i njezinoj stranici na Facebooku) u kojem je izjavila da je odlučila odgoditi južnoamerički dio turneje zbog bolesti njezine kuje Janet. Komentirala je da Janet pati od Addisonove bolesti i da joj je tumor dvije godine "bio u prsima".
U rujnu 2013. na internetu se pojavila Chipotleova reklama u kojoj se pojavila Fionina obrada pjesme "Pure Imagination" iz filma Willy Wonka i tvornica čokolade iz 1971. Sam je videozapis, u kojem strašilo otkrije što se zaista događa tijekom industrijskog uzgoja životinja i proizvodnje prerađenih prehrambenih proizvoda, nazvan "upečatljivim", "distopijskim", "bizarnim" i "prekrasnim".
Godine 2014. Apple je napisala uvodnu pjesmu "Container" za Showtimeovu dramsku seriju Preljub. Iste godine Apple se pojavila i na nekoliko koncerata Blakea Millsa tijekom njegove promidžbene turneje za drugi studijski album Heigh Ho. Godinu prije surađivali su na akustičnoj inačici Fionine pjesme "I Know". Apple je također surađivala s Andrewom Birdom; godine 2016. gostovala je na pjesmi "Left Handed Kisses" s njegova albuma Are You Serious.
Godine 2017. objavila je pjesmu "Tiny Hands" za Ženski marš na Washington. Godine 2018. pridružila se Shirley Manson na Girl School Festivalu u Los Angelesu i s njom otpjevala obradu pjesme "You Don't Own Me" Lesley Gore; tijekom nastupa je nosila bijelu majicu na kojoj je tintom bilo napisano "KNEEL, PORTNOW" ("Klekni, Portnow"). Smatra se da je to bio odgovor na kritizirane komentare Neila Portnowa, predsjednika National Academy of Recording Arts and Sciencesa, u kojima je izjavio da se žene moraju "više potruditi" da bi češće bile nominirane za Grammy.

### 2019. – danas:Fetch the Bolt Cutters
U siječnju 2019. Apple je surađivala s King Princess na inačici pjesme "I Know". Pjesma je objavljena u sklopu Spotifyeva programa RISE 25. siječnja te godine. Apple se s Jakobom Dylanom pojavila u dokumentarnom filmu Echo in the Canyon; s njim se pojavila i u filmskoj glazbi – izveli su obrade pjesama izvođača kao što su the Beach Boys i the Byrds. U studenom 2019. obradila je pjesmu "Whole of the Moon" skupine Waterboys za posljednju epizodu sezone Showtimeove serije Preljub.
U dvama objavama na Instagramu u ožujku 2019. Apple je aludirala na snimanje pjesama za peti album. U intervjuu s Vultureom održanom u rujnu 2019. potvrdila je da se snimanje albuma bliži kraju, da ga je snimala sa skupinom i da ga namjerava objaviti početkom 2020. godine. U naknadnom je intervjuu s Vultureom u siječnju 2020. izjavila da će njezin album vjerojatno biti objavljen "za nekoliko mjeseci". Dana 8. ožujka 2020. objavila je videozapis u kojem je ručnom abecedom izjavila "M-Y-R-E-C-O-R-D-I-S-D-O-N-E" ("Moj je album gotov"). U intervjuu s The New Yorkerom potvrđeno je da je naziv njezina petog studijskog albuma Fetch the Bolt Cutters. Na digitalnim je platformama objavljen 17. travnja 2020. godine. Glazbeni su ga recenzenti pohvalili. Na 63. dodjeli nagrada Grammy osvojio je nagradu za najbolji album alternativne glazbe, a glavni je singl "Shameika" osvojio nagradu za najbolju rock-izvedbu.
Dana 17. lipnja 2020. potvrđeno je da će Apple gostovati na albumu Rough and Rowdy Ways Boba Dylana; svirala je klavir na pjesmi "Murder Most Foul". Dana 15. travnja 2021. obradila je pjesmu "Love More" Sharon Van Etten prigodom desete obljetnice objave albuma Epic te glazbenice.
U prosincu 2020. gostovala je na obradi božićne pjesme "Tiha noć" Phoebe Bridgers koja se pojavila na Phoebeinu božićnom EP-u "If We Make It Through December".

## Filantropija
Dana 30. lipnja 2019. Apple je izjavila da će donirati dvogodišnju zaradu stečenu pjesmom "Criminal" koja se pojavila u raznim filmovima i na televiziji zakladi While They Wait, koja izbjeglicama pruža osnovne potrepštine, pomaže im platiti pristojbu za registraciju i nudi im pravne usluge. Godine 2020. Scott Hechinger, osnivač te zaklade, u intervjuu s Vultureom izjavio je da je Apple donirala 90 000 dolara, što je bio dovoljan iznos za pomoć petnaest obitelji.

## Diskografija
- Tidal (1996.)
- When the Pawn... (1999.)
- Extraordinary Machine (2005.)
- The Idler Wheel... (2012.)
- Fetch the Bolt Cutters (2020.)

## Nagrade
Apple je za pjesmu "Criminal" s debitantskog albuma osvojila Grammy za najbolju žensku rock vokalnu izvedbu, a za pjesmu "Sleep to Dream" osvojila je MTV-jevu nagradu za najboljeg novog izvođača u videu. Album When the Pawn... priskrbio joj je nagradu California Music Award za izvanrednu pjevačicu. Za album Extraordinary Machine osvojila je nagradu Esky Music Award za najbolju pticu pjevicu. Za album Fetch the Bolt Cutters osvojila je Grammy za najbolji album alternativne glazbe, a pjesma "Shameika" s tog albuma osvojila je nagradu za najbolju rock-izvedbu.

## Vanjske poveznice

### Sestrinski projekti
|  | Zajednički poslužitelj ima još gradiva o temi Fiona Apple |

### Mrežna mjesta
- Službene stranice
- Fiona Apple na Curlieju
- Fiona Apple na IMDb-u
- Fiona Apple na Discogsu